# Jean Henry (Schauspieler)
Jean Henry (* in Johannesburg) ist ein südafrikanischer Schauspieler und Model.

## Leben
Henry wurde in Johannesburg geboren. Er spricht Englisch und Afrikaans. Er erlangte seinen Bachelor of Arts an der Universität Stellenbosch. Nach seinem dortigen Abschluss entschied er sich, Berufe im Finanzwesen zu übernehmen. Zwischen 2016 und 2018 besuchte er Schauspielkurse am Act Cape Town College. Im August 2020 unterzeichnete er einen Vertrag mit der in Johannesburg ansässigen Talentagentur Contractors Artists.
Seit 2022 stellt Henry in der Fernsehserie Diepe Waters die Rolle des Arno van der Westhuizen dar. So war er in dieser Rolle in der auf kykNET ausgestrahlten Telenovela in über 140 Episoden zu sehen. In der ab August 2023 ausgestrahlten Netflix-Serie One Piece verkörperte er die Rolle des Fullbody in einer Episode. Seit demselben Jahr stellt er die Rolle des Patrick in der Fernsehserie Legacy dar.

## Filmografie (Auswahl)
- seit 2022: Diepe Waters (Fernsehserie)
- 2023: One Piece (Fernsehserie, Episode 1x05)
- seit 2023: Legacy (Fernsehserie)